# Vaporware

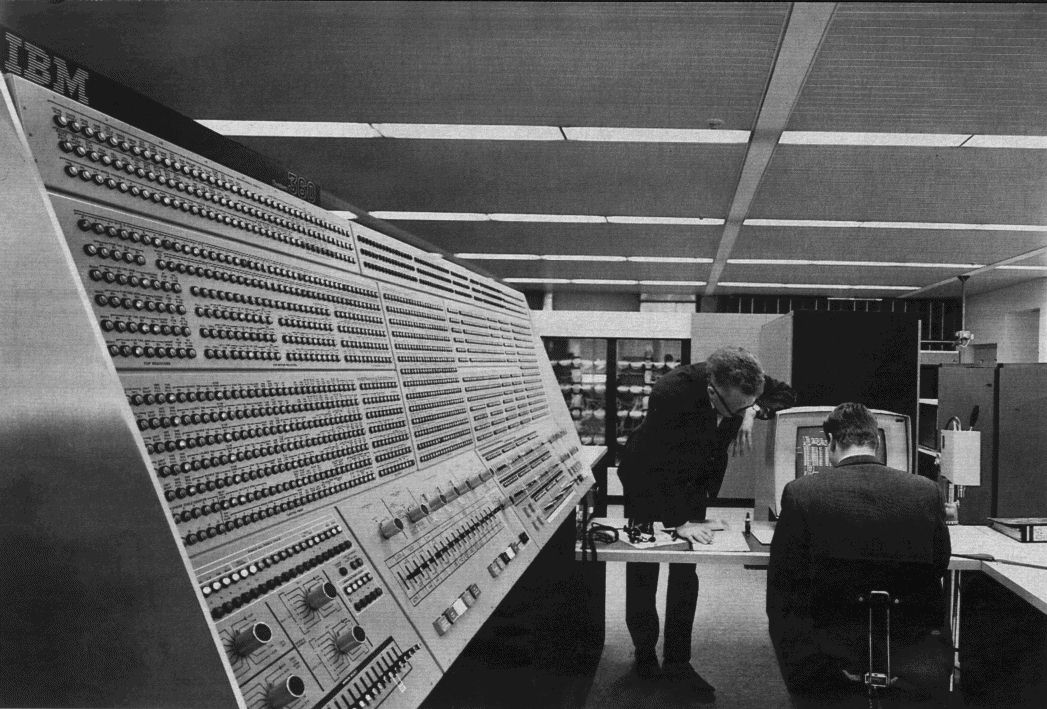
Міністерство юстиції США звинуватило компанію IBM в тому, що вона почала рекламувати свій комп'ютер System/360 Model 91 (на зображенні) за три роки до того, як він фактично став доступний, маючи намір зменшити продаж комп'ютерів, випущених конкурентами

Vaporware — (від англ. Vapor -  пара) використовуваний в комп'ютерній індустрії термін, що описує продукт (зазвичай програмне або апаратне забезпечення комп'ютерів), про розробку якого повідомляється широкій публіці, але який в результаті так і не випускається на ринок. При цьому офіційно про скасування продукту не повідомляється. Термін Vaporware також використовується стосовно анонсованих або передвіщених подій, але які зрештою так і не трапляються. Термін також часто вживається відносно продуктів, які оголошуються за кілька місяців або років до випуску, причому процес розробки тримається в таємниці. Іноді такі дії здійснюються виробником, з метою утримати споживачів від придбання продуктів конкурентів що пропонують більшу функціональність.
У пресі розробники програмного та апаратного забезпечення часто звинувачуються в тому, що вони анонсують продукт занадто рано, щоб отримати конкурентну перевагу. Журнал Network World у 1989 році назвав vaporware «епідемією», звинувативши журналістів у тому, що вони не намагаються з'ясувати, чи є заяви розробників істиною. 1989 року сім провідних компаній-розробників програмного забезпечення випустили спільну заяву, в якій говорилося, що vaporware шкодить довірі до комп'ютерної індустрії. У США багато компаній звинувачувалися в порушенні антитрестового законодавства шляхом надмірно раннього анонсу своїх продуктів. У той же час, журнал InfoWorld вказував, що термін vaporware використовується надмірно широко і часто являє собою несправедливе клеймо, що накладається на розробників.
Термін був уперше використаний співробітником корпорації Microsoft у 1982 році відносно розробки цієї компанії — операційної системи Xenix. У пресі vaporware як термін вперше фігурує в 1983 році в статті Естер Дайсон, експерта з комп'ютерних технологій. Він швидко став популярним серед комп'ютерних журналістів і використовувався для опису продуктів, які, на їхню думку, занадто довго не випускаються на ринок. Редактор журналу InfoWorld Стюарт Олсоп зробив внесок у його популяризацію, нагородивши Білла Гейтса нагородою «Золоте vaporware» за пізній випуск першої версії Windows у 1985 році. Термін вперше почав мати на увазі звинувачення в навмисному обмані стосовно до офісного пакета Ovation в 1983 році: демонстрація пакета була добре прийнята пресою, однак пізніше з'ясувалося, що такого продукту ніколи не існувало.

## Етимологія
Перший відомий випадок використання терміна «vaporware» відноситься до 1982 року. Енн Вінблод, яка тоді була президентом компанії Open Systems Accounting Software, хотіла дізнатися, чи Microsoft планує припинити підтримку і розробку операційної системи Xenix. Від цього залежала доля деяких продуктів Open Systems. Вона попрямувала в офіс Microsoft, де двоє інженерів — Джон Юлетт і Марк Юрсіно — підтвердили їй, що розробка Xenix була зупинена. За її словами, один з них сказав, що Xenix, — фактично, vaporware. Вінблод порівняла це слово з ідеєю «продажу диму», маючи на увазі, що Microsoft продає продукт, який незабаром припинить підтримувати.

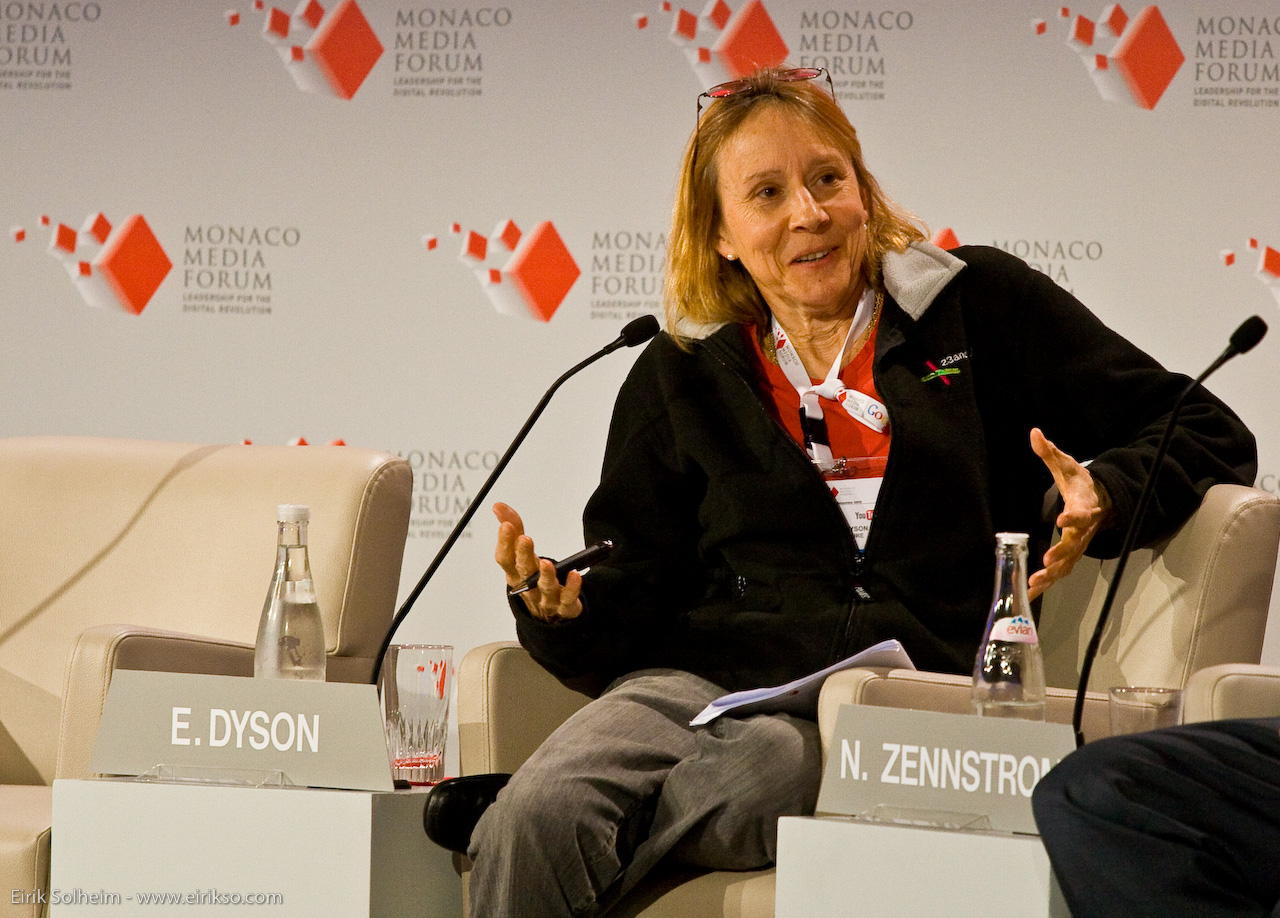
Відомий публіцист Естер Дайсон (фото 2008 року) популяризувала термін «vaporware» у випуску газети RELease 1.0 за листопад 1983

Вінблод повідомила про цей випадок відомому експерту з комп'ютерних технологій Естер Дайсон, а Дайсон розповіла про це у своїй щомісячній газеті RELease 1.0. У статті під заголовком «Vaporware» у випуску газети за 1983 рік Дайсон визначила цей термін як «не до кінця втілені гарні ідеї». Вона описала три продукти, показані в цьому році на шоу COMDEX у Лас-Вегасі, які активно рекламувалися, але, за її словами, демонстрація «передбачуваних революцій, проривів і нових поколінь», представлена на виставці, не відповідала рекламним обіцянкам.
Після публікації статті Дайсон, слово стало популярним серед журналістів, які пишуть про індустрію програмного забезпечення для персональних комп'ютерів, для опису продуктів, випуск яких вони вважали занадто запізнілим після першого оголошення. Редактор журналу InfoWorld Стюарт Олсоп популяризував його використання в цьому значенні, присудивши Біллу Гейтсу, який у той час був CEO компанії Microsoft, нагороду «Золоте Vaporware» за 18-місячну затримку з випуском першої версії Windows в 1985 році. Олсоп представив її Гейтсу на святкуванні випуску під звуки пісні «The Impossible Dream».
Термін «vaporware» став використовуватися також для опису продуктів, які ніколи не існували. Новостворена компанія Ovation Technologies анонсувала офісний пакет Ovation в 1983 році. Компанія вклала гроші в рекламну кампанію, в якій Ovation подавався як «велика інновація» і показувала демонстрації продукту на комп'ютерних виставках. Демонстрації були добре оцінені журналістами, згадувалися в темах номера професійних журналів і, за деякими повідомленнями, змусили споживачів чекати випуску продукту. Пізніше виявилося, що пакет Ovation ніколи не існував. Для того, щоб зібрати гроші й завершити розробку продукту, були зроблені фальшиві демонстраційні версії, але достатніх інвестицій залучити так і не вдалося. Це був перший випадок, коли термін «vaporware» використовувався у значенні навмисного шахрайства. На думку Лорі Флінна з The New York Times, Ovation «вважається прародичем усього vaporware».
Термін «vaporware» не має єдиного визначення. Він зазвичай використовується для опису апаратного забезпечення або програмного продукту, який був анонсований розробником, але який так і не був випущений або був випущений із неприйнятно великою затримкою. В останні три десятиліття значення терміна поступово розширювалося. Аллан Слоан в журналі Newsweek у 1997 році назвав маніпуляцію фінансовим ринком, що виконувалася корпораціями Yahoo! і Amazon.com «фінансовим vaporware». Журнал Popular Science для опису дат випуску нових пристроїв споживчої електроніки використовує шкалу, в якій нижнім поділом є «vaporware», а верхнім — «можна поручитися за це». Терміном «vaporware» були названі плани автовиробника General Motors розробити та випустити в продаж електромобіль у 2008 році.

## Причини застосування терміна і його використання

### Затримка випуску
Цей термін — червона літера на шиї розробників програмного забезпечення. [...] Як і будь-яке інше слово, яке використовується занадто часто і не по справі, термін vaporware втратив своє значення.
Пропуск оголошеної дати випуску продукту і навішування на нього пресою ярлика «vaporware» може бути викликане затягуванням процесу розробки. За даними дослідження, зробленого у 2001 році, яке вивчало причини та наслідки vaporware, велика частина програмних продуктів не випускається вчасно. Розробка програмного забезпечення — складний процес, і часто розробники не можуть з упевненістю сказати, як довго триватиме їхня робота над окремо взятим проєктом. Наприклад, істотну частину часу розробки програмного забезпечення може зайняти виправлення помилок, а розробники схильні не випускати у світ програми з помилками, оскільки це може нашкодити їх репутації. Часто в «останню хвилину» відбуваються зміни в архітектурному вирішенні проєкту. У 1986 році мова SQL була прийнята ANSI як національний стандарт США для мов керування базами даних. Компанія Ashton-Tate вже була готова випустити свою систему управління базами даних dBase IV, але реліз був відкладений через необхідність додати підтримку SQL. Було пораховано, що програма без цього не буде конкурентоспроможною. У зв'язку з поширенням використання терміна «vaporware» журналістами в середині 1980-х, редактор журналу InfoWorld Джеймс Фосетт писав, що негативні асоціації, пов'язані з ним, є проявом несправедливості до розробників якраз через подібні ситуації.
Терміном «vaporware» також позначають продукти, які так і не були випущені через фінансові проблеми або через зміни технологічного рівня, що відбулися в період розробки. Коли компанія 3D Realms вперше оголосила про майбутній випуск гри Duke Nukem Forever у 1997 році, розробка перебувала на ранній стадії. Попередня гра, Duke Nukem 3D, була випущена в 1996 році й мала успіх у критиків, а також принесла чималий дохід. Користувачі чекали продовження. Лавиноподібне зростання потужностей апаратного забезпечення комп'ютерів наприкінці 1990-х спровокувало «перегони озброєнь» між компаніями, які розробляють комп'ютерні ігри (згідно Wired News). 3D Realms раз за разом відкладала випуск гри протягом наступних 12 років, щоб додати в неї нові, що відповідають потребам часу, можливості. До моменту закриття 3D Realms у 2009 році, так і не випущена гра Duke Nukem Forever фактично стала класичним прикладом «vaporware», використовуваним журналістами. Розробка гри все ж була продовжена і її випуск відбувся у 2011 році.